# در اولین نگاه (فیلم ۱۹۱۷)
در اولین نگاه (انگلیسی: At First Sight) فیلمی آمریکایی به کارگردانی رابرت زی. لنرد است که در سال ۱۹۱۷ منتشر شد.